# Belvédère de Graça
 (janvier 2023).
Le belvédère Sophia de Mello Breyner Andresen, plus connu sous l'ancien nom de belvédère de Graça (Miradouro da Graça) est situé dans le quartier de São Vicente (Graça), dans l'ancien cimetière de l'église du Convento da Graça à Lisbonne.

## Description
Le belvédère de Graça est un point de vue panoramique permettant de profiter de l'une des plus belles vues de Lisbonne. Cette vue n'est surpassée que par celle du belvédère de Senhora do Monte, qui se trouve à quelques centaines de mètres. Le panorama sur les toits et les bâtiments est moins spectaculaire que la vue depuis le château, mais c'est un endroit prisé. Le quartier populaire de Graça s'est développé à la fin du XIXe siècle. Derrière le belvédère se trouve le monastère des Augustins susmentionné[Où ?], fondé en 1271 et reconstruit après le tremblement de terre de 1755.

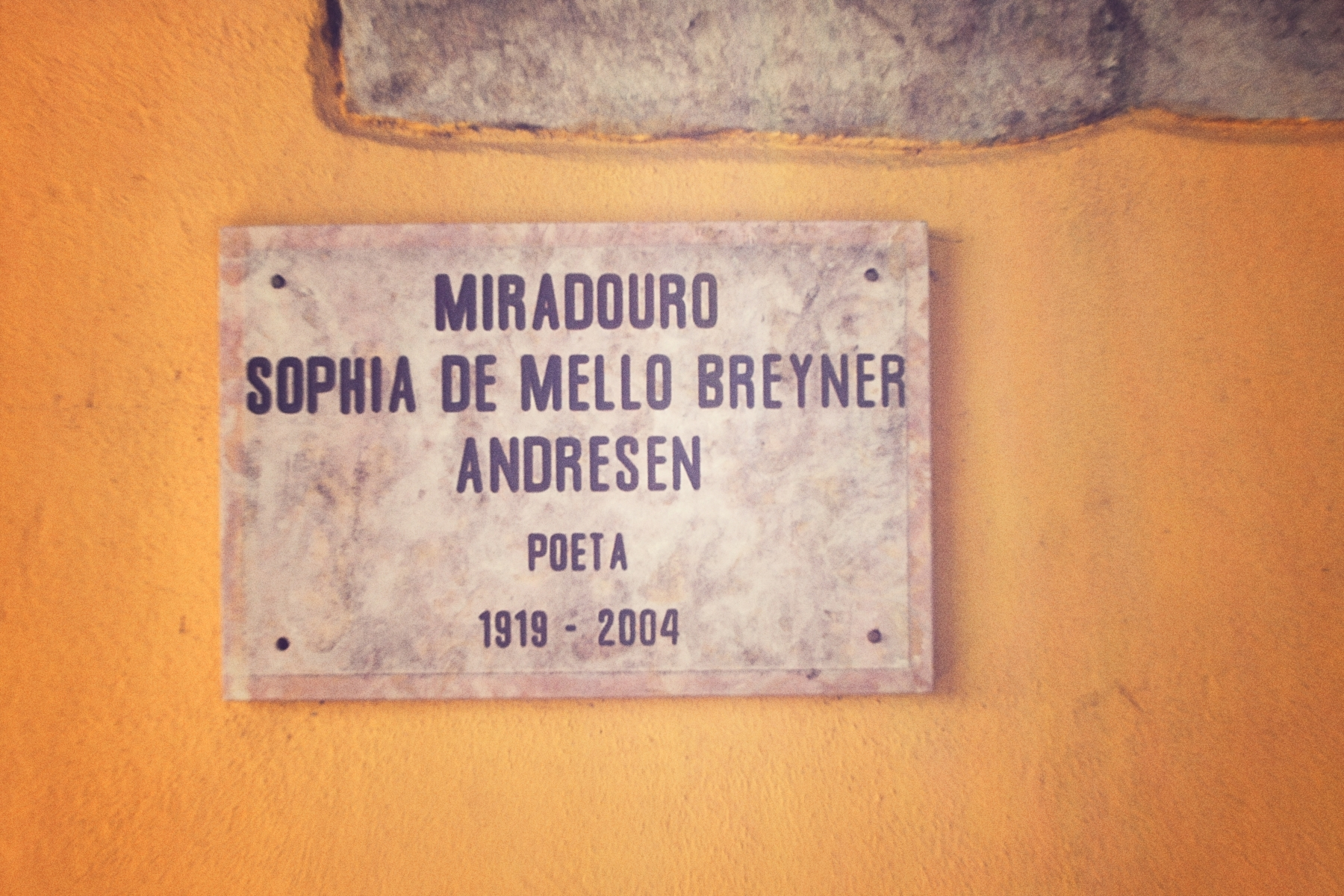
Plaque toponymique.
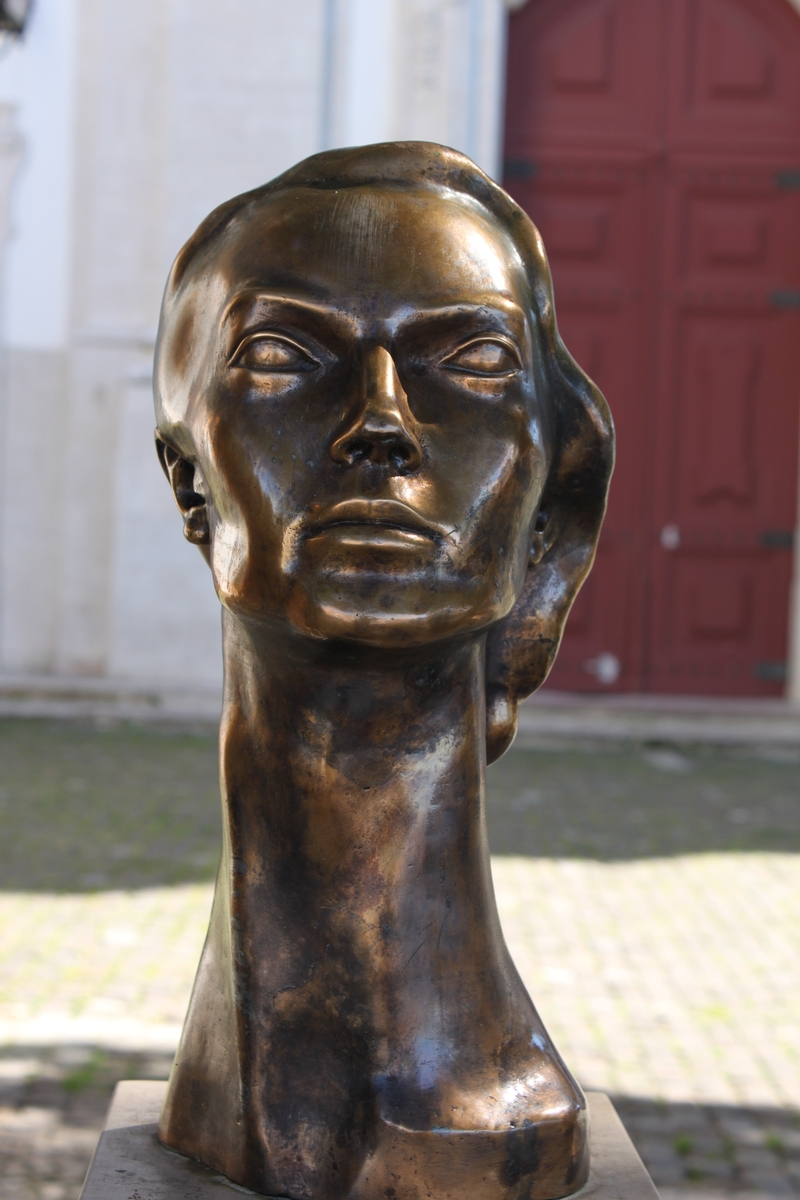
Buste de Sophia de Mello Breyner Andresen
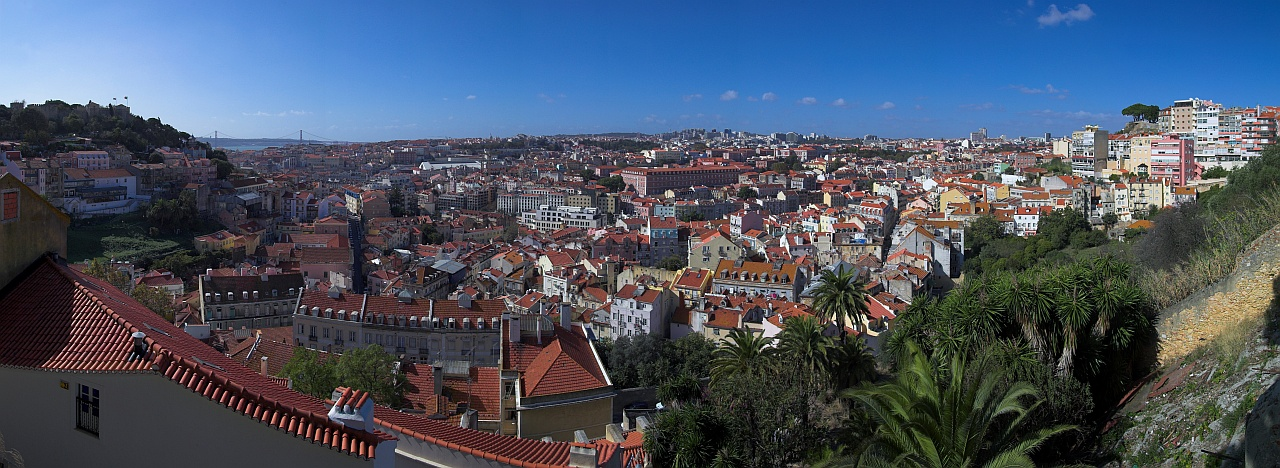
Vue panoramique.
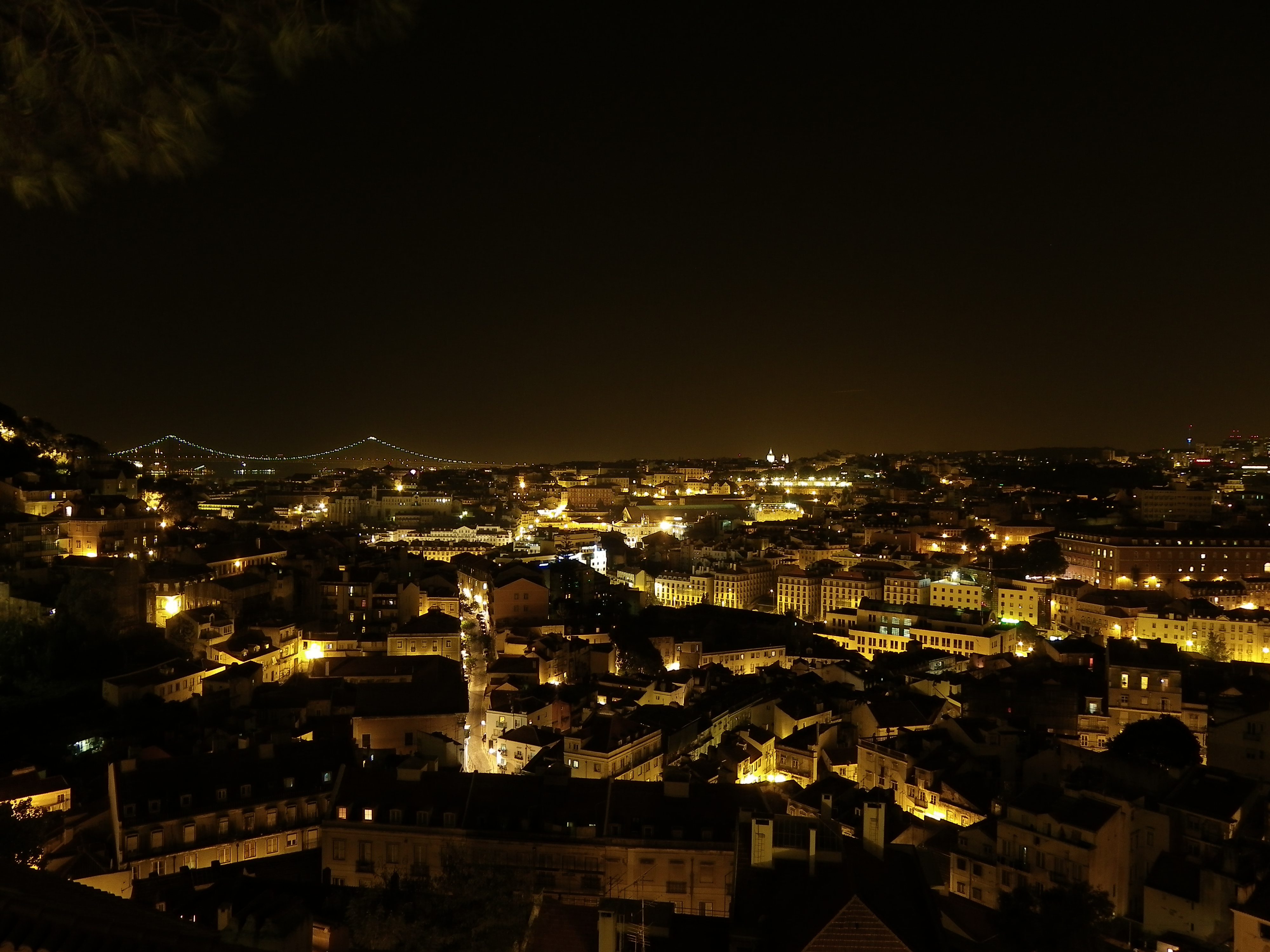
Vue panoramique de Lisbonne de nuit
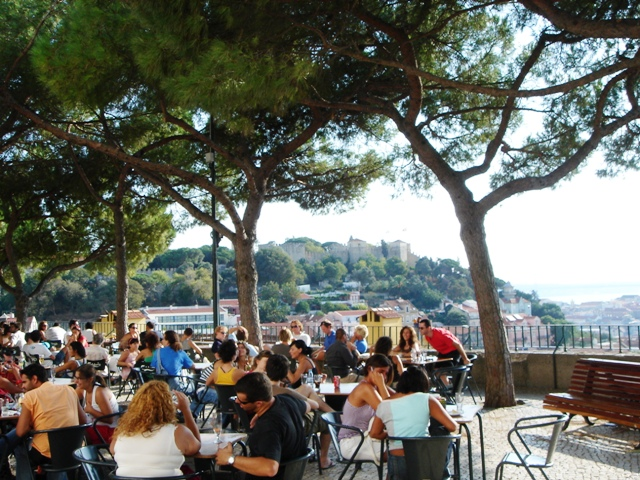